# LODチャレンジ
LODチャレンジ（Linked Open Data チャレンジ〈リンクド・オープン・データ・チャレンジ〉）は、オープンデータに関する新たなデータづくりやアプリケーションに関する作品を募集し、コンテスト形式で評価しあうイベントである。また、イベントを通じて、LODの技術情報を発信するとともに、データやアイディアに関する情報交換や共有を行うコミュニティづくりを行う活動が行われている。
コンテストは、慶應義塾大学などが協力するLODチャレンジ実行委員会が主催している。「オープンデータのコミュニティを醸成し、応募作品をコンテスト形式で評価し合いながら、オープンデータ活用のベストプラクティスを探ることで、日本の新しい未来を創造する」（LODチャレンジ実行委員会）ことを目的としている。
オープンデータをつないで活用する取り組みを行う別のイベントとも共催し、利活用の運動を行っている（後述）。

## 作品応募実績
当初、データセット、アイディア、アプリケーションの3部門によりはじまったが、のちに、データセット、アイディア、アプリケーション、データ分析・可視化（旧呼称:ビジュアライゼーション）、基盤技術の5部門を設置した。日本国内のオープンデータの運動の広がりを背景に、年々応募者と応募作品数が増えつつある。
2021年開催からは、データ作成部門（データセット部門）と、その他の4部門を統合したデータ活用部門へと応募部門が再編された。

### 2011年～2020年
| 開催年 | 作品応募期間                  | アイディア | データセット | アプリケーション | データ分析・可視化 （ビジュアライゼーション） | 基盤技術 | 作品総数 | 備考   |
| ------ | ----------------------------- | ---------- | ------------ | ---------------- | --------------------------------------------- | -------- | -------- | ------ |
| 2011年 | 2011年10月11日～2012年1月31日 | 21         | 34           | 18               | -                                             | -        | 73       | [ 4 ]  |
| 2012年 | 2012年10月1日～2013年1月31日  | 87         | 50           | 44               | 24                                            | -        | 205      | [ 5 ]  |
| 2013年 | 2013年10月1日～2014年1月10日  | 101        | 67           | 122              | 18                                            | 13       | 321      | [ 6 ]  |
| 2014年 | 2014年10月1日～2015年1月18日  | 87         | 47           | 68               | 20                                            | 18       | 240      | [ 7 ]  |
| 2015年 | 2015年10月1日～2016年1月17日  | 97         | 67           | 83               | 26                                            | 17       | 290      | [ 8 ]  |
| 2016年 | 2016年10月1日～2017年1月15日  | 69         | 49           | 73               | 21                                            | 16       | 228      | [ 9 ]  |
| 2017年 | 2017年10月1日～2018年1月14日  | 58         | 49           | 39               | 12                                            | 5        | 163      | [ 10 ] |
| 2018年 | 2018年6月1日～2018年10月1日   | 41         | 43           | 27               | 22                                            | 6        | 139      | [ 11 ] |
| 2019年 | 2019年6月1日～2019年10月1日   | 21         | 24           | 14               | 3                                             | 6        | 68       | [ 12 ] |
| 2020年 | 2020年7月1日～2020年10月18日  | 11         | 14           | 27               | 8                                             | 7        | 67       | [ 13 ] |

### 2021年以降
| 開催年 | 作品応募期間                  | データ作成部門 | データ活用部門 | 作品総数 | 備考   |
| ------ | ----------------------------- | -------------- | -------------- | -------- | ------ |
| 2021年 | 2021年8月16日～2021年12月15日 | 40             | 20             | 60       | [ 14 ] |
| 2022年 | 2022年6月12日～2022年10月16日 | 34             | 17             | 51       | [ 15 ] |
| 2023年 | 2023年6月18日～2023年10月15日 | 37             | 13             | 50       | [ 16 ] |
| 2024年 | 2024年6月28日～2024年10月14日 | 21             | 19             | 40       | [ 17 ] |

## 受賞作品

### 2011年受賞作品
- アプリケーション部門最優秀賞
  - 「LinkData.jp」下山紗代子、吉田有子、豊田哲郎
- アプリケーション部門優秀賞
  - 「ミュージアムへ行こう！」上田洋
- データセット部門最優秀賞
  - 「saveMLAK」加藤文彦
- データセット部門優秀賞
  - 「Location Site of Japanimation」ほえほえ
- アイディア部門最優秀賞
  - 「つながる教科書」南雲桂
- アイディア部門優秀賞
  - 「地域サービスLOD」山本泰智
  - 「LODな政治」明智那央、西紗記子
- CiNii賞（国立情報学研究所）
  - 「Biomasspedia」込山悠介
- goo賞
  - 「Yokohama Art Spot」松村冬子
- BioLOD賞 （理化学研究所）
  - 「BRC mouse strain」桝屋啓志
- ヒューマンセントリック賞（富士通株式会社）
  - 「行く道のしんどさを知る」芦田尚人、足立祐一、近藤繁延、深谷勇次
- ワールドカフェ賞
  - 「ヒストリンク」大西可奈子、一瀬詩織、荻島創一、中尾光輝、上原龍
- チャレンジデー賞
  - 「SOCIA (Social Opinions and Concerns for Ideal Argumentation)」citispe@k 白松俊
- オープン・ガバメント賞
  - 「ヨコハマ・アートLOD Yokohama Art Search」公益財団法人横浜市芸術文化振興財団
- 公共LOD賞
  - 「findwc モバイルトイレナビ（鯖江版）」福野泰介
  - 「公園トイレ情報」鯖江市情報統計課
- モバイル賞
  - 「花咲かめら：フィールドでのLOD活用」川村隆浩、大須賀昭彦
- ビジュアライゼーション賞
  - 「DashSearch for SPARQL」後藤孝行
- メディア・イノベーション賞
  - 歴史ドラマLOD」山口琢、小林巌生、小林龍生、大場みち子
- ライフサイエンス賞
  - 「MEO」MicrobeDB.jpプロジェクトチーム 森宙史、岡本忍、川島秀一、竹原潤一、吉野弘二
- カルチャー賞
  - 「登場地を巡る」芦田尚人、足立祐一、近藤繁延、深谷勇次

### 2012年受賞作品
- アプリケーション部門最優秀賞
  - 「SparqlEPCU，WebDocManager，LOD Browser」年岡晃一、藤本椋也、安江翔平
- アプリケーション部門優秀賞
  - 「Where Does My Money Go? 日本語版」税金はどこへ行った？チームメンバ
- データセット部門最優秀賞
  - 「depicts.azurewebsites.net」松澤有三
- データセット部門優秀賞
  - 「日本語Wikipediaオントロジー」玉川奨、香川宏介、森田武史、山口高平
- アイディア部門最優秀賞
  - 「函館の歴史資料を用いた市民に新たな発見がある写真検索システム」高橋正輝、奥野拓、川嶋稔夫
- アイデア部門優秀賞
  - 「猫の手も借り隊」古川英幸、木村博巳、中村尭、下山紗代子
- ビジュアライゼーション部門最優秀賞
  - 「東日本大震災アーカイブ」渡邉英徳
- ビジュアライゼーション部門優秀賞
  - 「エレクトリカル・ジャパン」北本朝展
- goo賞
  - 「LSJ2013～サブカルチャー基盤データの応用～」ほえほえ
- スマーターシティ賞
  - 「平成24年度横浜市予算【部局別主要事業明細】データ Where Does My Money Go? 日本語版 横浜市の予算を入力しよう」税金はどこへ行った？チームメンバ
- 日本マイクロソフト賞
  - 「depicts.azurewebsites.net」松澤有三
- ヒューマンセントリック賞
  - 「GIRLS FASHION LINK，Girls Fashion Data，GIRLS FASHION LINK App」洞渕彩未、中尾京子
- ライフサイエンス賞
  - 「疾患連鎖LOD」古崎晃司、加藤敦丈、今井健、大江和彦、溝口理一郎
- CiNii賞
  - 「作家の歩み」snowy
- AIGID賞
  - 「その地面大丈夫？～地盤と地価の関係をLODで探索」高橋陽一
- 人の流れ賞
  - 「コミュニティバスの位置情報」鯖江市役所情報統計課
- 復興支援賞
  - 「東日本大震災アーカイブ」渡邉英徳
- 地球観測賞
  - 「SKOS Editor」長井正彦、Ashik Rajbhandari
- 公益財団法人横浜市芸術文化振興財団賞
  - 「横浜Maps」上田洋、小林巌生、高橋徹、中川貴滋
- チャレンジデー賞
  - 「横浜歴史フィールド・ミュージアムAR 横浜歴史フィールド・ミュージアムARチーム」上野直樹、関口昌幸、秋元慶太、谷杉歩音、大崎敬志朗、朝香貴裕、藤川恵一、嘉門保夫、杉浦裕樹、生島高裕
- 学生奨励賞
  - 「青空文庫 Linked Open Data」落合香織
- 大規模長期間対話データ賞
  - 「国会会議録データセット（対話コーパス）」中村聡史
- LODプロモーション賞
  - 「A Little and Big World ? Tales of LOD」木野陽、三原鉄也
- スマホ賞
  - 「ヨコハマ・アート・ガイド，LGD Viewer，OSM Node Viewer，どこでもPinQA」大和田健一
- LODエデュケーション賞
  - 「OpenTextMap（先生のため地理歴史教材地図）」仙石裕明、田村賢哉、西林直哉、河合豊明、坂野尚吾、長田昌貴、野口健人、松山寛
- LOD宇宙データ賞
  - 「JAXA宇宙航空データリスト」データ利用環境整備チーム(U-USE)
- 音声アシスタント賞
  - 「みんなで創る音声アシスタント「花之声」～あなたのつぶやきがオープンデータになる～」川村隆浩、大須賀昭彦
- 未来ヘルスケア賞
  - 「LODでゲノム情報と地域をつなぐ「体質ナビゲーション」」生島高裕、下山紗代子、豊田哲郎、本橋仁、山崎千里
- 公共LOD賞
  - 「公共施設マップ，毎月1歳毎年齢別人口，毎月大字別人口」会津若松市情報政策課
- オープンデータ推進賞
  - 「Open DATA」METI 経済産業省
- シティデータ賞
  - 「さばえぶらり」上田洋、高橋徹、松村冬子、加藤文彦、藤田実紀、中川貴滋 - 福井県鯖江を中心に描かれたイラストマップや古地図の上で街歩きが楽しめる地図アプリ。観光情報やグルメ情報、Wi-Fi設置場所などをアイコンでわかりやすく表示する。
- データカタログ賞
  - 「日本のデータカタログサイト」CKAN日本語コミュニティ - 日本のデータカタログをまとめたサイト。
- ナレッジメディア賞
  - 「コトバノキ」原田真喜子 - Web集合知上の語彙のつながりを視覚化するコンテンツ
- データマップ (賞品)
  - 「その地面大丈夫？～地盤と地価の関係をLODで探索」
  - 「横浜Maps」
  - 「公共施設マップ」/「毎月1歳毎年齢別人口」/「毎月大字別人口」
  - 「Open DATA METI」
  - 「OpenTextMap（先生のため地理歴史教材地図）」
  - 「JAXA宇宙航空データリスト」
  - 「横浜歴史フィールド・ミュージアムAR」
  - 「さばえぶらり」
  - 「日本のデータカタログサイト」
  - 「Where Does My Money Go? 日本語版」

### 2013年受賞作品
- アプリケーション部門最優秀賞
  - 「リモートでちょっと川の様子見てくる」チームFGL - 自然災害時における有効な情報提供するアプリ。データを加工し、API化。
- アプリケーション部門優秀賞
  - 「疾患コンパス」古崎晃司、山縣友紀、加藤敦丈、今井健、大江和彦、溝口理一郎 - 疾患に関する様々な情報を統合的に閲覧できるサービス。
- データセット部門最優秀賞
  - 「ねじLOD」江上周作、清水宏泰、藤井章博 - 大阪鋲螺卸商協同組合の有するねじ製品コード体系を基に構築したデータセット。
- データセット部門優秀賞
  - 「復興目標LOD」白松俊、中原陽子、大囿忠親、新谷虎松 - 東日本大震災からの復興に関連する資料から復興目標を抽出して、抽象的な大目標と具体的な部分目標の階層構造にしたデータセット。
- アイディア部門最優秀賞
  - 「メイド・イン「地元」～「地域愛」と「オープンデータ」を活用した地域活性化～」メイド・イン「地元」開発チーム - 「地元愛」と「オープンデータ」を活用した地域活性化を促すサービスのアイディア。
- アイディア部門優秀賞
  - 「通勤情報を可視化することによる通勤問題解決」オープンデータで通勤問題解決プロジェクト（仮称）木田和海、大林勇人、板垣真太郎、小副川健、浅野優、年岡晃一 - 毎日の通勤混雑の問題の解決に向けて、統計データ、公共データ、観測データを活用し、電車内のみでなく、ホームや駅の出口などの混雑を含む、通勤経路全体で混雑問題を解決するアイディア。
- ビジュアライゼーション部門最優秀賞
  - 「Journalism Hacks! 2013 あなたはどこで人生の最期を迎えたいですか」データジャーナリズム・キャンプ2013 Hチーム - 「在宅看取り問題」をテーマとしたデータジャーナリズム普及を目指す作品。
- ビジュアライゼーション部門優秀賞
  - 「レシピの材料の可視化」高野克己 - レシピの材料を比率に注目して可視化作品。
- 基盤技術部門最優秀賞
  - 「GeoNLP」GeoNLP開発チーム（代表：北本朝展）- 文章から地名を抽出し、地名の曖昧さを解消して地図化できる、オープンな地名情報処理システム。
- 基盤技術部門優秀賞
  - 「SPARQL Timeliner」上田洋、小林巌生、大林勇人、東修作 - 日付や位置を可視化するWebアプリケーション。
- 公共LOD賞
  - 横手市 - 横手市総務企画部情報政策課の職員が連携してオープンデータに取り組んだ活動。
- チャレンジデー賞
  - 「大阪市の施設情報・防災情報のLOD」Linked Open Dataハッカソン関西、大阪市 - 大阪市の施設・防災設備、標高の情報のデータセット。
- 学生奨励賞
  - 「カクテルレシピRDF」竹原潤一 - カクテルのレシピやメタデータのデータセット。
- 学生奨励賞
  - 「明石高専の行事予定」井谷武史、新井イスマイル
  - 「明石高専のシラバス」中田季利、新井イスマイル
  - 「明石高専の時間割」泉将之、平嶋洋大、松田裕貴、新井イスマイル
  - 「かんたんしらばす for ANCT」泉将之 - 高専初のオープンデータとして年間行事、シラバス、時間割を公開。
- ライフサイエンス賞
  - 「UTProt RDF Platform: ～ タンパク質の機能と構造のためのSPARQLエンドポイント集 ～」込山悠介、番野雅城、鑓水優行、清水謙多郎 -
  - 「UTProt Image: ～ アプリや教材として使える生体高分子画像データベース ～」鑓水優行、込山悠介、清水謙多郎
  - 「UTProt Galaxy: ～ 創薬のためのタンパク質のリガンド結合部位予測ツール生成パイプライン ～」番野雅城、込山悠介、清水謙多郎
  - 「UTProt: ～ LODと機械学習を組み合わせた創薬のパラダイムシフト ～」込山悠介、番野雅城、ガル・サード、鑓水優行、植木快 - 創薬における重要課題のひとつであるリガンドの結合部位予測に向け、構造生物学の成果をデータセットに再構成。
- 環境LOD賞
  - 「Radiation LOD: 放射線モニタリングデータのGeoSPARQLエンドポイント」小島功、田中良夫、中村章人、的野晃整 - 東京電力福島第一原発事故による環境モニタリング等データベース等に基づいたGeoSPARQLエンドポイントの構築。
- データカタログ賞
  - 「ふじのくにオープンデータカタログ」静岡県 - オープンデータの利活用が促進されるよう制作したデータカタログ。
- ベストファシリテータ賞
  - 「Code for Japan」関治之 - 日本各地でハッカソンイベントを開催し、地域課題解決にITを活用するコミュニティの形成。
- LOD推進賞
  - 「公共施設情報(建物、消防署、福祉施設、病院、等)ほか」小林茂 - LODに関するデータセット、アイディア、アプリ15作品群。
- ベストプレゼンテーション賞
  - 「かいけつエキスプレス」OKPU LODプロジェクト(菊井玄一郎、但馬康宏、齋藤美絵子) - 電車乗車中に自分や同伴の幼児等が「急にトイレ個室を要する状態」になった時にナビゲートするアイディア。
- 子育てライフ賞
  - 「かなざわ育なび.net」横浜市金沢区役所（石塚清香） - Webに分散していた子育て関連情報を集約したアプリ。
- オープンデータ推進賞
  - 「福井県オープンデータライブラリ」福井県 - 各市と県と一体となって行われているオープンデータの取り組み。

### 2014年受賞作品
- アプリケーション部門最優秀賞
  - 「プラネタリウムなび」加藤敦丈 - 日本のプラネタリウムの情報をLODとして集めアプリを作成。
- アプリケーション部門優秀賞
  - 「AEDオープンデータプラットフォーム」初音玲 - 日本全国のAED位置情報を検索できるAPIを提供する。
- データセット部門最優秀賞
  - 「京都が出てくる本のデータ」是住久美子 - 本に関するオープンデータを司書が本の持つ京都度合いや与える印象という専門知識および京都の地図とリンク。
- データセット部門優秀賞
  - 「When.exe Ruby版による日本暦注データセット」須賀隆 - 「暦」という概念について、LODとしてユニークに名前付けして統一的に整理。
- アイディア部門最優秀賞
  - 「ウィキ町史」山形巧哉・山口琢 - 自分の町と他の町の「ウィキ町史」をリンクし横串表示するなどのアイディア。
- アイディア部門優秀賞
  - 「農業生産物の選択の幅を広げるノーバ（農場）～日本の農業を魅力あるものにするIT利活用～」庄司昌彦 - 農産物の「品種」を識別し様々な情報を付加できるオープンな情報体系。
- ビジュアライゼーション部門最優秀賞
  - 「にたものみっけ」D.Yamashita、murasaki、H.Chiba - 生物分布や環境データの関連性を、2つの地図を重ね合わせて使う可視化。
- ビジュアライゼーション部門優秀賞
  - 「大阪市の警察署・交番と犯罪発生地点の重ね合わせ」上田洋、佐藤麻耶 - 警察署・交番の位置を地図上にプロットし施設のないエリアを可視化、別の犯罪発生地域データをマッシュアップをして可視化。
- 基盤技術部門最優秀賞
  - 「GeoNames.jp」インディゴ株式会社 ラボチーム - 日本語の地名を元にした一意なURIのLOD基盤。
- 基盤技術部門優秀賞
  - 「SPARQL Creator」藤本椋也、年岡晃一 - SPARQLを編集できるツール。
- LOD for サイエンス賞
  - 「全菌類のデータベース「大菌輪」LOD（識別形質）」中島淳志 - 菌類（きのこ、カビ、酵母）の識別形質を集積したデータ。
- 日本マイクロソフト賞
  - 「AEDオープンデータプラットフォーム」初音玲
- 朝日新聞賞
  - 「ご当地なび「防災情報」」京都フラワーツーリズム - 「防災情報」を、観光や地域情報のアプリに組みこむことで、利用可能性を高めたアイディア。
- LinkData賞
  - 「ウェルカム玄海町動画マッピング」宮﨑伸市 - 佐賀インターネット放送局の美しい映像で玄海町の魅力を伝えた映像コンテンツへのリンク情報のオープンデータ。
- 公共LOD賞
  - 「阪神・淡路大震災「1.17の記録」」神戸市広報課 - 淡路大震災の発災直後および復興の様子、約1,000枚の記録写真を画像データ。
- 学生奨励賞（高校部門）
  - 「日本全国投票率向上アプリ「A-Senkyo」」Team inflatier（猪野湧斗、川上拓真、舛村康成） - 選挙区データを収集し投票率向上のアイディア提案。アプリケーションの制作と選挙区データの標準化。
- 学生奨励賞（高専部門
  - 「街灯これくしょん」 松田裕貴、玉井雄一郎、新井イスマイル - 街灯の明るさをオープンデータにし、安全情報を生成する基盤システム。
- 学生奨励賞（大学部門）
  - 「MusicSPARQL」岡本将貴、藤井章博 - LODを用いた楽曲検索サービス。
- チャレンジデー賞
  - 「名古屋駅地下街店舗LOD」一円真治、白松俊、野原健美 - 名古屋駅地下街にある店舗情報のLOD。
- チャレンジデー賞
  - 「Perfect Women」Himi’s - LOD活用基盤サイトLOD4ALLを利活用して、お肌の悩みを解決するアイディア。
- LOD推進賞
  - 「伝統的工芸品/Traditional Crafts of Japan」中山圭太郎 - 伝統的工芸品をオープンデータ化。
- ビジュアライズ基盤賞
  - 「E2D3 ver. 0.3 （Excel to D3）」E2D3 ver. 0.3 開発チーム - オープンデータを簡単にビジュアライズできるオープンソースソフトウェア。
- サスティナブル賞
  - 「駅のバリアフリールート検索（通勤情報を可視化することによる通勤問題解決2014）」オープンデータで通勤問題解決プロジェクト（仮称） - 鉄道事業者をまたがる駅のバリアフリールート検索。

#### とくらく×LODチャレンジ
とくらく×LODチャレンジ 東急沿線データビジュアライゼーションコンテストは2014年11月6日から2015年1月30日に開催された。
- 動的部門賞
  - 「暮らし向きを表すKANJI」中山圭太郎
  - 「東急沿線イベント トレンドマップ」小池隆
  - 「電子スタンプラリーによる「各駅乗降者数」の体感ビジュアライゼーション」豊田哲郎
- 特別賞
  - 「ただよう路線図」松澤有三
  - 「暮らし向きを表す漢字一字 analyzed by Tableau」木田和廣

#### EverySense
Linked Open DataチャレンジJapan2014 ＆ EverySenseは、2014年11月29日にアイディアコンテスト。2014年12月23日にワークショップ＆ハッカソンが行われた。
- Linked Open DataチャレンジJapan2014 ＆ EverySense [20]

#### Lady's Open Data チャレンジデー
Lady's Open Data チャレンジデーは2014年12月20日-12月21日に開催された。
- Lady's Open Data賞
  - 「Perfect Woman」 - 化粧品の成分情報をオープンデータ化するとともに、セルフデータや悩みを入力するだけでアドバイスしてくれるアプリ。
- LOD4ALL賞
  - 「おしえて鏡さん」 - 買い物をする際に自分のワードローブを覚えていないことがあるので自分のログが見られるアプリ。
- CodeIQ賞
  - 「I棒?あいぼう?」 - JAXAデータも取り入れながら、キャラクターを使い解説してくれるアプリ。
- AIGID賞
  - 「Team Yakuzen」 - 漢方効果のある身近な野菜で美しくなるというコンセプトの地域観光を目的とするアプリ。

### 2015年受賞作品
- アプリケーション部門最優秀賞
  - 「大河配役」秋山梓
- アプリケーション部門優秀賞
  - 「隣の町から町へ列島プチ横断クイズ」岡林正史
- データセット部門最優秀賞
  - 「放置自転車LOD」江上周作、川村隆浩、清雄一、田原康之、大須賀昭彦
- データセット部門優秀賞
  - 「マニフェストスイッチ政策データ」マニフェストスイッチ政策データ
- アイディア部門最優秀賞
  - 「国会ポーカー」森浩太、石林典飛、加藤文彦、濱田隆史、廣末丈士、森田航平
- アイディア部門優秀賞
  - 「recipe.recipe」NJCネットコミュニケーションズ TEAM C
- ビジュアライゼーション部門最優秀賞 
  - 「海老名市政策マッピング」青木佑一、早川聖奈
- ビジュアライゼーション部門優秀賞
  - 「カラーマップ新聞記事Web～いつどんなことが話題だったかを一目で見つける」村田健史
- 基盤技術部門最優秀賞
  - 「D2RQ Mapper」山本泰智
- 基盤技術部門優秀賞
  - 「QGISプラグイン GetLinkData」「QGISプラグイン PediaLayer」小池隆
- 公共LOD賞
  - 「防災マップ」「AED設置場所」「避難所（水害時）」「消火器」「街路樹」杉並区
  - 「【shapefile】固定資産評価地図データ」「ひらかた検定問題、解答」「市史資料室情報」「固定資産標準宅地データ」枚方市役所
- 学生奨励賞（高校部門）
  - 「選挙への関心を高めるIT教材 G-Senkyo」舛村康成、猪野湧斗、川上拓真
- 学生奨励賞（大学部門）
  - 「登山計画データ」「登山計画オントロジー」野原章弘、白松俊、大囿忠親、新谷虎松
  - 「なごや健康のりかえ」服部洋明、兼松篤子、遠藤守
- チャレンジデー賞
  - 「関西のおばちゃん（Babazon）」関西のおばちゃん（Babazon） Nobuyuki Igata Hodaka Yamamoto 貴流・kiryu
- LOD推進賞
  - 「農業生産物の選択の幅を広げるノーバ（エピソード２）」スマートプラットフォームフォーラム デジタルコンテンツ・データ分科会
- サスティナブル賞
  - 「おさかな日和」「はこだてMap+ for Android」「外国人旅行者向け函館観光アプリ「Hakovel」」「函館市無料Wi-Fiスポット情報」「外国人旅行者向け函館まちあるきルート情報」公立はこだて未来大学 高度ICT演習 観光系プロジェクト
- オープンサイエンス賞
  - 「ひまわり8号リアルタイムWeb-手のひらの上にある今、この瞬間の地球」村田健史
- 朝日新聞賞
  - 「プロジェクトＴＲＡＩＮ（通勤情報を可視化することによる通勤問題解決2015）」プロジェクトTRAIN
- 日本マイクロソフト賞
  - 「E2D3 ver.0.7 (Excel to D3.js)」五十嵐康伸
- 教えて！goo賞(NTTレゾナント株式会社)
  - 「教えて！23区保育園サーチ」Yoko Utsum、Mami Enomoto、Takeshi Osoekawa、Yuko Takeda、Shinichiro Tago、Shintaro Manome、Yuya Mitani
- LOD for Safety賞(富士通株式会社)
  - 「登山計画オントロジー」「登山計画データ」野原章弘、白松俊、大囿忠親、新谷虎松
- IBM賞
  - 「Linked Open処理の実装」横井一仁
- 科学技術振興機構賞(国立研究開発法人科学技術振興機構)
  - 「日本の法人LOD」LOD4ALL
- Yahoo! JAPAN賞
  - 「FaMirror」森篤史、西原大貴、芝崎優也、喜多山湧也、中田季利
- GeoNames.jp賞(インディゴ株式会社)
  - 「新編武蔵風土記稿・村名データ」小池隆
- ESRIジャパン賞(ESRIジャパン株式会社)
  - 「保育園数比較マップ」Mami Enomoto
- ANTOR-JAPAN賞 (駐日外国政府観光局協議会)
  - 「モバイルスタンプラリーを誰でも簡単につくれるサービス「RALLY」」株式会社フェイスクリエイツ
- テレビジオン賞 (テレビジオン株式会社)
  - 「日本における食品中の放射性物質検査マップ」野口靖
- LinkData賞 (一般社団法人リンクデータ)
  - 「全国自治体の減災とネット活用データ」減災インフォ

#### 第1回LODチャレンジデー in 東京
第1回LODチャレンジデー in 東京は2015年12月13日に開催された。
- 教えて！Goo賞 受賞作品
  - 「教えて！23区保育園サーチ」Yoko Utsumi、Mami Enomoto、Takeshi Osoekawa、Yuko Takeda、Shinichiro Tago、Shintaro Manome、Yuya Mitani
- LOD Challenge賞 受賞作品
  - 「QAコネクト～LOD4ALLを 利用した地域特色の分析」Team K
- LOD4ALL賞 受賞作品
  - 「Fact For Family」Fact For Family

### 2016年受賞作品
- アプリケーション部門最優秀賞
  - 「Sakepedia ～日本酒を飲んで、オープンデータをつくろう～」飯島照之、板垣真太郎
- アプリケーション部門優秀賞
  - 「観光語彙基盤を用いた新宮町LODの作成と意味検索システムの開発」槇俊孝
- データセット部門最優秀賞
  - 「GSJ LD」産業技術総合研究所地質調査総合センター 内藤一樹
- データセット部門優秀賞
  - 「農作業基本オントロジーに基づく農作業名称のデータ」朱成敏、武田英明、法隆大輔、竹崎あかね
- アイディア部門最優秀賞
  - 「可視化法学(法律の構造を情報技術を使って可視化する)」芝尾幸一郎
- アイディア部門優秀賞
  - 「郷土かるたで地域おこし・教材作成」高橋菜奈子
- ビジュアライゼーション部門最優秀賞
  - 「bibliomaps ビブリオマップ神戸版」杉本達應
- ビジュアライゼーション部門優秀賞
  - 「マイっぷ」服部 洋明、兼松篤子、遠藤守
- 基盤技術部門最優秀賞
  - 「Tweet2LinkData」小池隆
- 基盤技術部門優秀賞
  - 「Simple LODI」上田洋
- データサイエンス賞
  - 「世界最高精度のオリジナル犯罪予測アルゴリズムを用いた先端防犯プラットフォーム」梶田真実、梶田晴司
- IoT賞
  - 「加速度センサーを用いた地震計測ネットワーク，震度計測センサーユニット，加速度センサーユニットで観測された地震情報，加速度センサーで観測された地震波形のビジュアライズ」横浜市立大学金研究室
- 公共LOD賞
  - 「With Kids」Team Ikeda-A
- 公共アプリケーション賞
  - 「地域密着型 子供向け本お薦めアプリ「なによも？」」子ども応援隊 by CODE for IKOMA
- 教育LOD賞
  - 「教科書LOD」江草由佳、高久雅生
- エンターテインメントLOD賞
  - 「声優LOD」関井祐介、江上周作、飯島照之
- LODプロモーション賞
  - 「オープンデータのうた」ししょまろはん
- アクセシビリティ賞
  - 「三島コロッケ電話」Code for Numazu
- 学生奨励賞
  - 「CSV-X: A Linked Data Enabled Schema Language, Model, and Processing Engine for Non-Uniform CSV」Wirawit Chaochaisit
- 学生奨励賞
  - 「通勤・通学情報を可視化することによる混雑緩和策の検討」tantan
- 学生奨励賞
  - 「NISHIMARO DIARY」本間知生
- 朝日新聞社賞（株式会社朝日新聞社）
  - 「My 防災ノート」佐野大河、木村汐里
- NTTレゾナント賞（NTTレゾナント株式会社）
  - 「インバウンド対応観光アプリAfter Fiver（汎用版）」AfterFiver開発Team
- 科学技術振興機構賞（国立研究開発法人科学技術振興機構）
  - 「JST-LODCクエリソン成果」「JSTリンクト・データ（大規模文献情報・シソーラス）を使い倒そう！」参加者一同
- Inspire the LOD賞（株式会社日立製作所および株式会社日立コンサルティング）
  - 「エリアベンチマーキング：統計LODで似ている町を探してみよう」オオイシナオヤ
- LOD for 地方創生賞（富士通株式会社）
  - 「観光語彙基盤を用いた新宮町LODの作成と意味検索システムの開発」槇俊孝
- オントロジー賞（オントロノミー合同会社）
  - 「農作業基本オントロジーに基づく農作業名称のデータ」朱成敏、武田英明、法隆大輔、竹崎あかね
- Yahoo! JAPAN賞（ヤフー株式会社）
  - 「震度計測センサーユニット」横浜市立大学金研究室
- ５つ星オープンデータ賞（株式会社jig.jp）
  - 「DisasterAvoidance」crssnky
- ししょまろはん賞（ししょまろはんラボ）
  - 「キロク乃キオク」ハウモリ
- Statistics Japan賞（総務省統計局、独立行政法人統計センター）
  - 「政府統計ＡＰＩ利活用支援システム「API Search Engine」＆「StatApiMagic.js」」林 正洋
- DBpedia賞（DBpedia Japanese）
  - 「PROLOQL Extension」NBKN
- LinkData.org賞（一般社団法人リンクデータ）
  - 「教えてN子さん」秋山梓

### 2017年受賞作品
- アプリケーション部門最優秀賞
  - 「パーソナライズした英語学習アプリ」三林良輔
- アプリケーション部門優秀賞
  - 「古今金澤～金沢を古地図で観光アプリ～」株式会社エイブルコンピュータ
- データセット部門最優秀賞
  - 「小倉百人一首LOD」高橋菜奈子
- データセット部門優秀賞
  - 「農業ICTシステム間のデータ連携のための農作物語彙体系」朱成敏、武田英明、竹崎あかね
- アイディア部門最優秀賞
  - 「U-18こどもオープンデータ」U-18こどもオープンデータ
- アイディア部門優秀賞
  - 「JSON2LD Mapper」藤澤貴智、山本泰智
- ビジュアライゼーション部門優秀賞
  - 「JAPAN CHOICE」NPO法人Mielka
- ビジュアライゼーション部門優秀賞
  - 「JITOZU（地と図）鉄道写真を楽しむためのプラットフォーム」JITOZU
- 基盤技術部門最優秀賞
  - 「LOD Smart Index」林正洋
- 基盤技術部門優秀賞
  - 「SPARQList」片山俊明、川島秀一
- データサイエンティスト賞
  - 「秘境駅ランキングデータ」Code for Nagoya
- IoT賞
  - 「ポイ捨て調査結果のオープンデータ(LOD)」高橋直也、小嶌不二夫、江上周作
- オープンサイエンス賞
  - 「没年調査ソン」ししょまろはん
- 公共LOD賞
  - 「ヨコハマおすすめスポット by横浜市職員有志勉強会」よこはまYYラボ
- 子供アプリケーション賞
  - 「4919 for Ikoma」河中祥吾、松田裕貴
- グルメLOD賞
  - 「もちマップ」河村郁江、伊藤宗太、白松俊、伊藤孝行
- ソーシャルグッドLOD賞
  - 「第48回衆議院選挙・立候補者オープンデータ作成」Code for 選挙
- LODプロモーション賞
  - 「共通語彙基盤ラーメンデータセット in Kyoto、自治体なんでもランキング with 統計LOD」林正洋
- 学生奨励賞
  - 「JK×芸術 ほか全12作品」静岡県立島田商業高等学校のみなさま
- 学生奨励賞
  - 「SPACE FISH CENTER!ほか全15作品」中山玲、中山碧
- 朝日新聞社賞
  - 「うずまき野菜村」チームZiba
- 日立賞（株式会社日立製作所）
  - 「自治体なんでもランキング with 統計LOD」林正洋
- 富士通賞（富士通株式会社）
  - 「I棒～あいぼう～（2017年）」貴流・kiryu、鴨下琳斗、葦名保雄、ナカヤタエ
- オントロジー賞（オントロノミー合同会社）
  - 「共通語彙基盤ラーメンデータセット in Kyoto」林正洋
- ヤフー賞（ヤフー株式会社）
  - 「4919 for Ikoma」河中祥吾、松田裕貴
- LODI賞（特定非営利活動法人リンクト・オープン・データ・イニシアティブ）
  - 「地質標本データベース」内藤一樹
- JIST賞（JIST Steering Committee）
  - 「RPA：Linked Dataの潜在的なリンクを推定します」槇俊孝、髙橋和生、古賀大騎、中井健登、平城裕大、河原直樹、平井麻未、山口明宏、若原俊彦、曽根原登、小舘亮之、澤田聖士
- LinkData.org賞（一般社団法人リンクデータ）
  - 「須坂市動物園宝探し！」兼松篤子、遠藤守、須坂市動物園、須坂市政策推進課
- オープンデータプラットフォーム(odp)賞（株式会社jig.jp）
  - 「おしえて！いけだのアニキ～今、TPA、次どこ寄る？～」アニキの子分たち
- ししょまろはん賞（ししょまろはん）
  - 「サクサクサッカー」太田朔久

#### Lady's Open Data チャレンジデー (第2回)
Lady's Open Data チャレンジデー (第2回) は2017年5月28日に開催された。
- 最優秀賞
  - 「ファインディング保育士」 - 横浜市の保育園情報をまとめたメディア制作
- 優秀賞
  - 「さくさく」 - こども食堂の検索アプリ制作
- 公共アプリケーション賞
  - 「HappyChild」 - 女性のための補助金等支援制度のアプリ制作
- ヘルスケア賞
  - 「なでしこメディカルチェック」 - 女性向けの医療サービスの向上を図るスマホアプリ制作
- LODチャレンジデー賞
  - 「I棒」 - オープンデータを用い、女性の悩みに応える人工知能を組み込んだボット制作
- からだそだてルームここあるき賞
  - 「I棒」
- Manabelle賞
  - 「ファインディング保育士」
- リンクデータ賞
  - 「さくさく」

#### Lady's Open Data チャレンジデー (第3回)
Lady's Open Data チャレンジデー (第3回) は2017年11月23日に開催された。
- 最優秀賞
  - 「サンキュー・ローズ隊」 - 女性活躍推進チーム
  - 「バラむす」 - U-18こどもオープンデータチーム（学校法人岩崎学園）
- 審査員特別賞
  - 「ゴミンティア」 - リビングラボチーム
- ヨコハマ経済新聞賞
  - 「バラむす」 - U-18こどもオープンデータチーム（学校法人岩崎学園）
- リンクデータ賞
  - 「ハッピーチャイルド」 - 女性活躍推進チーム
- SBC.賞
  - 「地元サッカーデータ」 - U-18こどもオープンデータチーム
- からだそだてルームここあるき賞
  - 「ゴミンティア」 - リビングラボチーム
- ボヌール賞
  - 「SDGs（持続可能な開発目標）検索アプリ」 - リビングラボチーム

### 2018年受賞作品
- 最優秀賞
  - 「ザ・地域統計パワーバトル」林正洋
  - 「鉄道地質」内藤 一樹
- アイディア部門優秀賞
  - 「健康長寿発信都市「須坂JAPAN」創生プロジェクト」兼松篤子、遠藤守、須坂市健康づくり課、須坂市政策推進課
  - 「デジタル絵本＋地域データクイズ」スーパーキッズ オマリぴょん
- データセット部門優秀賞
  - 「im@sparql」crssnky
  - 「全都道府県防災・水道局リスト」Code for AICHI
- アプリケーション部門優秀賞
  - 「IBIS CREATOR」神谷晃、内藤勝太、白松俊、年岡晃一
- データ分析・可視化部門優秀賞
  - 「議会マイニング」山内健輔、早川聖奈、辻成人
- 基盤技術部門優秀賞
  - 「SPARQL-proxy」川島秀一、片山俊明
  - 「LOD活用基盤：LODフロントエンド ~さまざまな観点でデータを可視化~」LOD4ALL
- 地域課題分析賞
  - 「横浜市 区別市民意識－要介護・高齢化率クロス分析」Takeshi Kamogawa
  - 「日本の市町村における人口減少の過去・現在・未来（2000-2045年）」小野恵子
- IoT賞
  - 「暮らし木 人感センサ・車番解析カメラデータを利用したデジタルサイネージ」森田千尋
- AI賞
  - 「介護の構造化マニュアルの例」西村悟史
- オープンサイエンス賞
  - 「小倉百人一首LODのIIIF対応」高橋菜奈子
- 公共LOD賞
  - 「国際農林水産業研究センターオープンデータ」国立研究開発法人国際農林水産業研究センター企画連携部情報広報室
- こどもLOD賞
  - 「Kosodate」韓昱琦
- カルチャーLDO賞
  - 「バーチャルYouTuber LOD」筑波大学メタデータ研究室Vtuberグループ
- LODプロモーション賞
  - 「Poorman’s Linked Data Toolkit / お手軽にLinked Dataを作ろう!」江草由佳、高久雅生
- プログレス賞
  - 「JSON2LD Mapper」山本泰智、藤澤貴智、小林巌生
- 地域振興LOD賞
  - 「地域団体商標 / Regional Brands in Japan」「ローカルチェーン店」中山圭太郎
- 学生奨励賞
  - 「自由研究をオープンデータ化」太田朔久
  - 「Hiratsuka Maistas」静岡県立島田商業高等学校
- Inspire the LOD賞（株式会社日立製作所）
  - 「ザ・地域統計パワーバトル」林正洋
- オントロジー賞（オントロノミー合同会社）
  - 「OWL de ラーメンオントロジー」林正洋
- 東京南多摩5市賞（八王子市、町田市、日野市、多摩市、稲城市）
  - 「議会マイニング」山内健輔、早川聖奈、辻成人
- ヨコハマ・アート・LOD賞（公益財団法人横浜市芸術文化振興財団）
  - 「Yokohama Art LOD map」black_savannah
- B Inc.賞（株式会社B Inc.）
  - 「サクサクグルテンフリー」太田朔久

### 2019年受賞作品
- 最優秀賞
  - 「日本の法令LOD」LOD4ALL
- アイディア部門 優秀賞
  - 「横浜ホイールマップ」太田啓介
- データセット部門 優秀賞
  - 「温泉宿・適応症LOD」メタデータ研究室
- アプリケーション部門 優秀賞
  - 「政府の事業が検索できるサイト「JUDGIT!」」JUDGIT!プロジェクトチーム
- データ分析・可視化部門 優秀賞
  - 「月待塔オープンデータの可視化」小池隆
- 基盤技術部門 優秀賞
  - 「JSON2LD Mapper Reiwa Edition」山本泰智、藤澤貴智、伊藤宗太
- 基盤技術部門 優秀賞
  - 「rdflint」三上威
- 国際化LOD賞
  - 「Link “Ogura Hyakunin Isshu” to the world! (英訳小倉百人一首LOD) 」高橋菜奈子
- AI賞
  - 「法人しりとり」林正洋
- オープンサイエンス賞
  - 「3D石造物データ」小池隆
- 公共LOD賞
  - 「長野県オープンデータ取組自治体爆増化計画」遠藤守、須坂市政策推進課、長野県ほか
- こどもLOD賞
  - 「調べよう！考えよう！発表しよう！身の回りのデータ」一般財団法人学習情報研究センター
- カルチャーLOD賞
  - 「リズムゲームLODの活用」飴
- エンターテインメントLOD賞
  - 「【TDR】夢と魔法とオープンデータ」槇由貴
- 地域振興LOD賞
  - 「弘明寺オープンデータ」横浜弘明寺商店街協同組合＆弘明寺キッズICTクラブ
- 学生奨励賞
  - 「Un-DBpedia」メタデータ研究室
- Inspire the LOD賞（株式会社日立製作所）
  - 「自治体の未来」林正洋
- 東京南多摩５市賞（八王子市・町田市・日野市・多摩市・稲城市）
  - 「自治体の未来」林正洋
- オントロジー賞（オントロノミー合同会社）
  - 「日本の法令LOD」LOD4ALL
- ヨコハマ・アート・LOD賞（公益財団法人横浜市芸術文化振興財団）
  - 「山下公園周辺アートマップ」山葵
- B Inc.賞（株式会社B Inc.）
  - 「カブトムシチャンネル」カケルチャンネル（水野翔）
- リンクデータ賞（一般社団法人リンクデータ）
  - 「ソサエティ5.0に向けた人材育成」キッズコネクション
  - 「発車メロディ」キッズコネクション鉄道研究部
  - 「連続テレビ小説」吉田悠志
  - 「ASMRデータ」アイクラ（根本藍）
  - 「日本のおみやげ」飴
  - 「ウナギサクセンＮＥＸＴ」太田朔久
  - 「横浜家系ラーメン好きのためのデータベース」吉田健志

### 2020年受賞作品
- 最優秀賞
  - 「超臨場SDM方式収録データセット」加藤慎、曽根卓朗、新麗、川村地平、井口和真、塚田学
- アイディア部門 優秀賞
  - 「メタデータを用いたEnOceanプロトコルの汎用的変換」前大道浩之
- データセット部門 優秀賞
  - 「鉄道駅LOD」uedayou
- アプリケーション部門 優秀賞
  - 「路線王　～ 駅名だけで鉄道路線を当てるクイズゲーム ～」、「小倉百人一首クイズ」uedayou
- アプリケーション部門 優秀賞
  - 「PolityLink」薄井光生
- データ分析・可視化部門 優秀賞
  - 「新型コロナ感染6指標と要介護指数・高齢化率のメタ分析」鴨川威、花谷修一、中山圭太郎
- 基盤技術部門 優秀賞
  - 「LightRDF」小関健太郎
- LODプロモーション賞
  - 「Google Cloud Platform の無期限無料枠を利用した Virtuoso の構築方法」林正洋
- LODコミュニティ賞
  - 「☆ピコピコプラネット☆ SPACE」ふみを
- プログレス賞
  - 「みんなで翻刻de小倉百人一首LOD」高橋菜奈子、加納靖之、橋本雄太
- 地域振興LOD賞
  - 「失われた谷戸を求めて ～「谷戸のヨコハマ」データセット」小池隆
- 教育LOD賞
  - 「デジタル書架LOD」東京学芸大学Moebius Open Library（MOL）
- ウィキデータ賞
  - 「ウィキデータによる国内学校基礎情報の整備」東修作
- エンターテインメントLOD賞
  - 「バーチャルシンガーによる楽曲LOD」飴
- LODビジネス賞
  - 「Open Photo」インフォ・ラウンジ株式会社
- 学生奨励賞
  - 「はこんだて （iOS版）（Android版）」公立はこだて未来大学 シビックテックチーム
  - 「ズームインジョブ」キッズコネクション
- オントロジー賞（オントロノミー合同会社）
  - 「超臨場SDM方式収録データセット」加藤慎、曽根卓朗、新麗、川村地平、井口和真、塚田学
- インフォ・ラウンジ賞（インフォ・ラウンジ株式会社）
  - 「LightRDF」小関 健太郎
- 楽しくSPARQL賞（B Inc.）
  - 「☆ピコピコプラネット☆ SPACE」ふみを

### 2021年受賞作品
- 最優秀賞
  - 「学習指導要領LOD」高久 雅生、大井 将生、榎本 聡、江草 由佳、有山 裕美子、阿児 雄之
- データ作成部門 優秀賞
  - 「車載カメラとAIによる路傍の石造物調査」小池 隆
  - 「Wikipediaカテゴリオントロジー」北海道大学大学院情報科学研究院知識ベース研究室
- データ活用部門 優秀賞
  - 「メディア芸術DBクイズ」林 正洋
  - 「由来のわかる地名カルタ「言の場」」青島 英和
- データ活用部門 優秀賞
  - 「MetaStanza」片山 俊明、守屋 勇樹、川島 秀一
- 公共LOD賞
  - 「国勢調査 年齢別人口のきれいなデータ」林 正洋
- オープンサイエンス賞
  - 「プレスリリース論文の可視化」渡邊 勝太郎、松本 尚也
- カルチャーLOD賞
  - 「Lemonade」宮野 慧
- LODプロモーション賞
  - 「Virtuoso on GCP: Faster with Container-Optimised OS」久保川 一良
- マルチメディアLOD賞
  - 「聴く小倉百人一首LOD」高橋 菜奈子
- グルメLOD賞
  - 「食議論データ（郷土料理）」河村 郁江、白松 俊
- コミュニティ賞
  - 「S×UKILAM：Primary Source Sets／スキラム連携：多様な資料を活用した教材アーカイブ」大井 将生
- 学生奨励賞
  - 「仮面ライダー＆スーパー戦隊の怪人の生物モチーフ」機神 飛柊
  - 「熱海市のイベント、ホテルの場所、ペット施設の場所、観光場所」内藤 麻里亜、長曽我部 栞香、原科 蒼衣
  - 「島田市内の病院情報」青島 圭那、久保田 海愛、松村 侑奈
- オラクル賞（日本オラクル株式会社）
  - 「学習指導要領LOD」高久 雅生、大井 将生、榎本 聡、江草 由佳、有山 裕美子、阿児 雄之
- オントロジー賞（オントロノミー合同会社）
  - 「Wikipediaカテゴリオントロジー」北海道大学大学院情報科学研究院知識ベース研究室

### 2022年受賞作品
- 最優秀賞
  - 「Patient Locational Ontology-based Data (PLOD)」江上 周作、山本 泰智、大向 一輝、奥村 貴史
- 部門賞（データ作成部門）優秀賞
  - 「HER-SYSデータ利活用推進手法の提案及びダミーデータLOD」林 正洋
  - 「VirtualHome2KGデータセット― 家庭内の日常生活行動のシミュレーション動画とナレッジグラフ ―」江上 周作、鵜飼 孝典、大野 美喜子、北村 光司、窪田 文也、Swe Nwe Nwe Htun、Ye Win、太田 雅輝、川村 隆浩、古崎 晃司、松下 京群、福田 賢一郎
- 部門賞（データ活用部門）優秀賞
  - 「Linked Data API Navi」uedayou
  - 「Wikidataによる文章アノテーションシステム」瀬野匡史
- 教育LOD賞
  - 「教科書の中の小倉百人一首LOD」高橋 菜奈子
- 地域LOD賞
  - 「武相自由民権LOD」小池 隆
- LOD活動賞
  - 「京都市営地下鉄駅階段情報」高橋 亮、亘 浩子
- オープンサイエンス賞
  - 「地震LOD」上松 大輝
- カルチャーLOD賞
  - 「AGMサーチ」福田 一史、アナログゲームミュージアム
- DX賞
  - 「かんすうや」中山 圭太郎、伊藤 穣司、大濱 舞妃、山之内 響
- 学生奨励賞
  - 「名馬図鑑」井堀 将希
  - 「官民データ活用によるデジタルマップ」安藤 亮太、平野 隼、兼松 篤子、遠藤 守、一宮市総務部デジタル推進室、一宮市活力創造部博物館管理課、ひつじサミット尾州実行委員会
  - 「ごみの種類と分別の仕方」秋山 日奈、山口 和花、早崎 夏海、西宮 華琉
- オラクル賞（日本オラクル株式会社）
  - 「地震LOD」上松 大輝
- オントロジー賞（オントロノミー合同会社）
  - 「Patient Locational Ontology-based Data (PLOD)」江上 周作、山本 泰智、大向 一輝、奥村 貴史
- IIJ賞（株式会社インターネットイニシアティブ）
  - 「「毛原くらし博物館」に向けて」杉原 穂紀、廣本 翔太、幅 彩水、由井 綾音

### 2023年受賞作品
- 最優秀賞
  - 「みんなで石仏調査 附 みんなで石仏調査LODテクニカルプレビュー」小池 隆
- 部門賞（データ作成部門）優秀賞
  - 「京都鴨川の桜マップLOD」林 正洋
  - 「S×UKILAM（スキラム）教育メタデータLOD」大井 将生、中村 覚
- 部門賞（データ活用部門）優秀賞
  - 「Wikidataによる２択クイズ生成」大阪電気通信大学 古崎研究室
- 公共LOD賞
  - 「テレビ局LOD」藤岡 雄大
- 地域振興LOD賞
  - 「全国ご当地おにぎり選手権」鈴木 なつ
- 防災LOD賞
  - 「DP Note 災害データ可視化＆防災図解による情報発信」齋藤 仁志
- オープンサイエンス賞
  - 「日本語レシピ-食材知識グラフ (JapaneseFoodKG)」吉丸 直希、波多野 賢治
- カルチャーLOD賞
  - 「本に出てくる図書館のデータ」ししょまろはん
- 地域課題分析賞
  - 「静岡県静岡府葵区呉服町通りのポイ捨てゴミの種類と個数」ぽいだめ
- 学生奨励賞
  - 「サブネーム・ステーションズ」ユース鉄道研究会
- IIJ賞（株式会社インターネットイニシアティブ）
  - 「全国ご当地おにぎり選手権」鈴木 なつ
- ソケッツ賞（株式会社ソケッツ）
  - 「テレビ局LOD」藤岡 雄大

### 2024年受賞作品
- 最優秀賞
  - 「日本の判例データ」西野 文人、佐藤 健
- 部門賞（データ作成部門）優秀賞
  - 「教科書の中の源氏物語LOD」東京学芸大学附属図書館　MOL： Möbius Open Library （LODデータ構築チーム）
- 部門賞（データ活用部門）優秀賞
  - 「ArsTraverse（アルストラバース）」松野 仁志
- カルチャーLOD賞
  - 「葛飾北斎の浮世絵 小倉百人一首LOD」高橋 菜奈子
- AI賞
  - 「紛争構造におけるLLMのバイアス検証のためのデータセット」井下 敬翔
- 技術賞
  - 「ttl2html」高久 雅生、江草 由佳
- 学術LOD賞
  - 「nihuBridge LOD; 荘園関係DB LOD」大井 将生、中村 覚
- LODプロモーション賞
  - 「日本のヴァイオリニストの師弟関係をグラフ化するためにウィキデータを整備する」Eugene Ormandy
- IoT賞
  - 「LODによる書誌情報補完を行う、蔵書管理システム」福田 晋太郎
- 学生奨励賞
  - 「gumid!!」浅沼 総星
  - 「いつでもどこでも美味しいパン！～静岡市～」静岡県立静岡中央高校　F27　鈴木ゼミ
  - 「ジャパンサーチを用いた画像4択クイズ」苻阪 宥樹、箕内 伊織、土井 浩平、國眼 歩美
- ソケッツ賞（株式会社ソケッツ）
  - 「駅キャラFILES」ユース鉄道研究会
- リヴィティエ賞（株式会社リヴィティエ）
  - 「日本の判例データ」西野 文人、佐藤 健
- IIJ賞（株式会社インターネットイニシアティブ）
  - 「日本の判例データ」西野 文人、佐藤 健

## 関連イベント

### アーバンデータチャレンジ
- 地域の課題を解決するためのアイディアを考えよう！～アーバンデータチャレンジ2014 × Linked Open Data チャレンジ Japan 2014～ [26]